# 獅子座49
獅子座49，又名BD+09 2374，HD 91636、SAO 118380、HR 4148，是獅子座的一颗恒星，视星等为5.67，位于銀經236.3，銀緯52.86，其B1900.0坐标为赤經10h 29m 47.3s，赤緯+9° 52.86′ 2″。